# 未開人 (曲)
『未開人』（みかいじん、The Barbarian）は、エマーソン・レイク・アンド・パーマー（ELP）の楽曲である。1970年に発表されたデビュー・アルバム『エマーソン・レイク・アンド・パーマー』に収録されたインストゥルメンタルの楽曲で、アルバムの収録曲の中で最も短い。

## 概要
本作は、ハンガリーの作曲家バルトーク・ベーラが1911年に発表したピアノ曲『アレグロ・バルバロ』をアレンジした作品である。ELPは1970年に発表したデビュー・アルバム『エマーソン・レイク・アンド・パーマー』に本作を収録したが、この作品の作曲者を Emerson, Lake, and Palmer として、バルトークの名前をアルバムのどこにも表記しなかった。そのため、直ぐに遺族との間で著作権の問題が発生して、訴訟沙汰になった結果、Adapted from Béla Bartók's 'Allegro Barbaro' by Emerson, Lake, and Palmer と記されるようになった。現在では Béla Bartók arr. Keith Emerson, Greg Lake, Carl Palmer と記されることも多い。
ハードロックとクラシック音楽の影響を強く受けており、ディストーションを加えたヘヴィなキーボードのイントロダクションから始まり、直後、現代音楽的なピアノによる爪弾きが展開される。そして、最初のキーボードとメロディに回帰する。